# Boulazac
Boulazac is een plaats en voormalige gemeente in het Franse departement Dordogne (regio Nouvelle-Aquitaine) en . De plaats maakt deel uit van het arrondissement Périgueux.

## Geschiedenis
Boulazac was een landbouwdorp dat afhing van Périgueux. Het werd een zelfstandige gemeente in 1800.
In 1917 bouwden de Amerikanen een legerkamp in Boulazac. Hier werden nieuw aangekomen soldaten opgevangen en er was ook een hospitaal. Na de Eerste Wereldoorlog werd het kamp omgevormd tot een nieuwe woonwijk, Cité Bel Air. In de jaren 1960 werd er een industriezone aangelegd (met onder andere een drukkerij voor de posterijen) en in de jaren 1970 een winkelcentrum. De bevolking groeide snel en in 1984 werd beslist een nieuw administratief en residentieel centrum te bouwen. Er werd gekozen voor een moerassig gebied waar voorheen een waterzuiveringsstation en landbouwgronden lagen. In 1988 werd begonnen met de bouw van Agora dat de gebouwen van de gemeente, een cultureel centrum en een nieuwe woonwijk omvat.
De gemeente is op 1 januari 2016 gefuseerd met Atur en Saint-Laurent-sur-Manoire tot de commune nouvelle Boulazac Isle Manoire, waarvan Boulazac de hoofdplaats werd.

## Geografie
De oppervlakte van Boulazac bedraagt 14,6 km², de bevolkingsdichtheid is 497 inwoners per km².
De plaats ligt aan de Isle ten zuidoosten van Périgueux.
De onderstaande kaart toont de ligging van Boulazac met de belangrijkste infrastructuur en aangrenzende gemeenten.

## Demografie
De plaats telde 6363 inwoners in 2005 en 7251 inwoners in 2019.
Onderstaande figuur toont het verloop van het inwonertal.

## Bezienswaardigheden

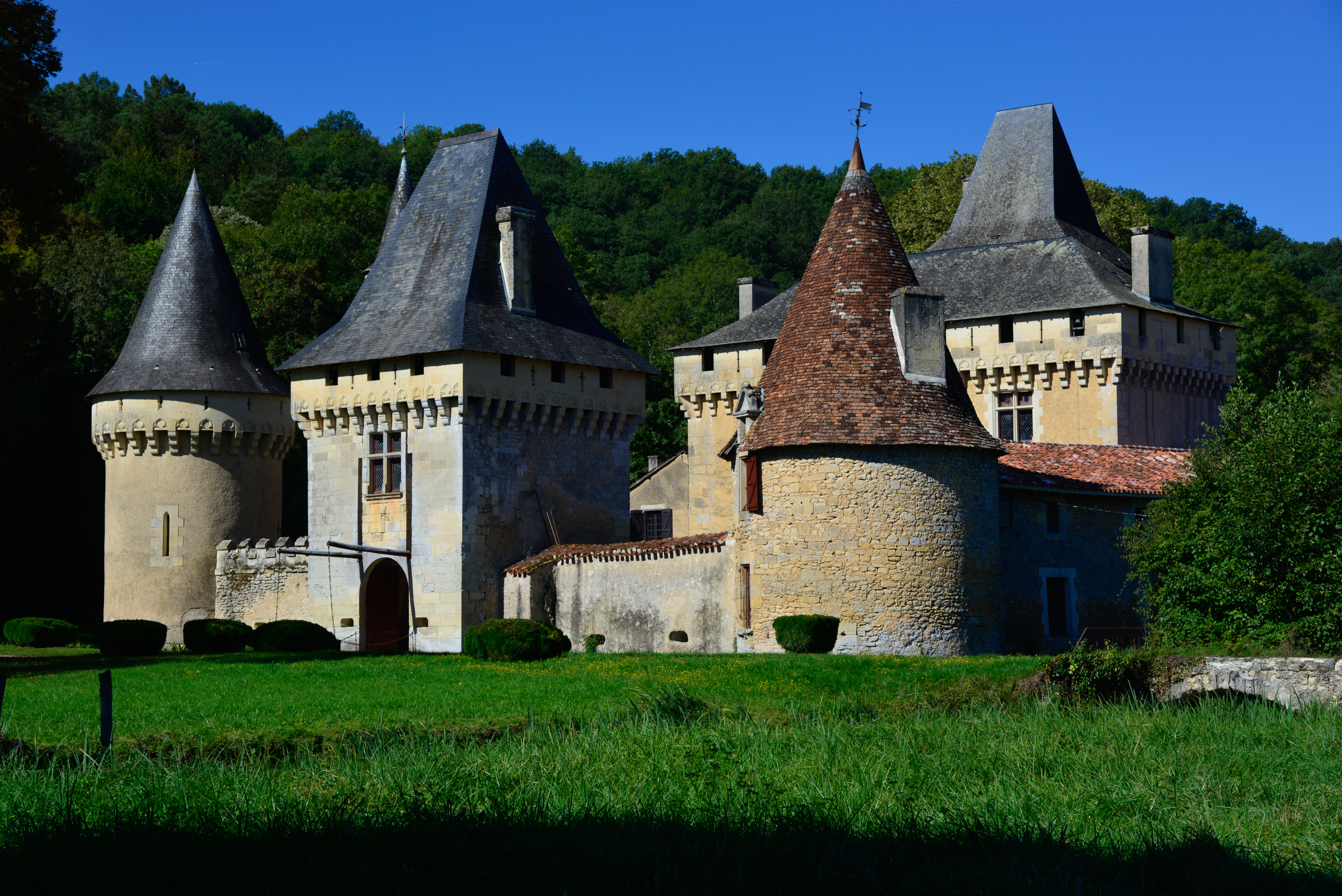
Château du Lieu-Dieu

- Kasteel van Le Lieu-Dieu

Atur · Boulazac · Saint-Laurent-sur-Manoire · Sainte-Marie-de-Chignac